# الشقعة (تبن)

تعديل مصدري - تعديل

الشقعة هي إحدى قرى عزلة الحوطة بمديرية تبن التابعة لمحافظة لحج، بلغ تعداد سكانها 1567 نسمة حسب تعداد اليمن لعام 2004.